# Stade olympique de Berlin
Le stade olympique de Berlin (en allemand : Olympiastadion Berlin) est un stade omnisports situé dans le quartier de Westend, au sein de l'arrondissement de Charlottenburg-Wilmersdorf, à Berlin en Allemagne.
En dehors de son utilisation olympique, le stade a une forte tradition footballistique et historique, après avoir accueilli les Jeux olympiques de 1936. C'est le domicile historique du Hertha BSC Berlin qui évolue dans le Championnat d'Allemagne de football de deuxième division (2. Bundesliga). Il a également été utilisé pour trois rencontres de la Coupe du monde de football de 1974 et a accueilli six matchs, dont la finale, de la Coupe du monde de football de 2006 et de l'Euro 2024. La finale de la Coupe d'Allemagne de football (DFB-Pokal) y a lieu chaque année.
Le stade a une capacité totale de 74 475 spectateurs et dispose de 133 suites de luxe ainsi que 4 413 sièges de classe affaires.

## Histoire

### 1916-1934: Deutsches Stadion
Durant les Jeux olympiques d'été de 1912, la ville de Berlin fut désignée par le Comité international olympique pour accueillir les Jeux de 1916.
Le premier stade construit sur le site fut une enceinte de 30 000 places (plus tard agrandie à 64 000) inaugurée le 8 juin 1913, devant être dédié aux Jeux olympiques d'été de 1916. Mais ceux-ci furent annulés en raison de la Première Guerre mondiale et le stade est alors rebaptisé « stade allemand » (Deutsches Stadion). Il était aussi connu sous le nom de Grunewald-Stadion.

### Un stade pour les Jeux olympiques

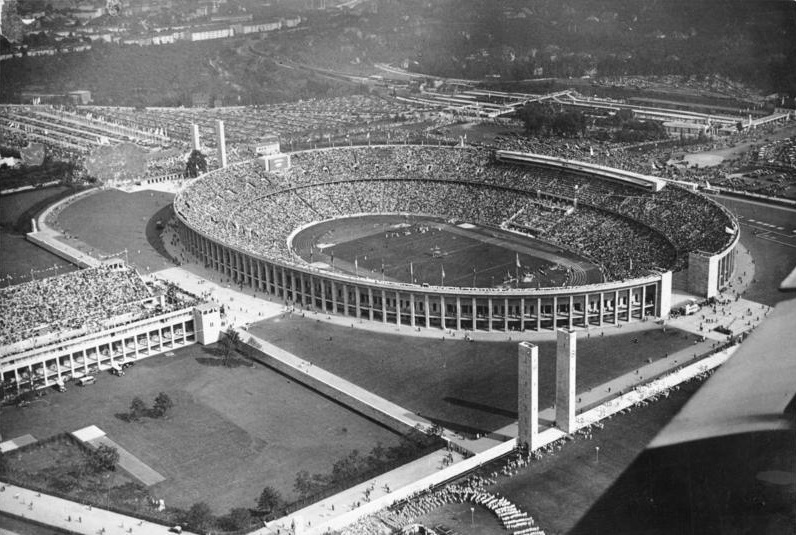
Le stade en 1936.

En 1931, Berlin est désigné pour accueillir les Jeux olympiques d'été de 1936. La tenue de ces Jeux dans la capitale allemande permet aux nazis, arrivés au pouvoir en 1933, d'utiliser le sport à des fins de propagande. Werner March est alors désigné pour établir les plans du nouveau « stade olympique » (Olympiastadion). Quarante-deux millions de marks sont dépensés pour ériger une enceinte de 86 000 à 110 000 places, selon les configurations.

### Coupe du monde de football 1974
À l'occasion de la Coupe du monde de football de 1974, le stade connait une rénovation le dotant notamment d'un toit sur une partie des tribunes latérales.

### Rénovations pour la Coupe du monde de football 2006
Le 3 juillet 2000, des travaux de rénovation débutent sur le stade en vue de la Coupe du monde 2006. Le stade est rouvert au public le 31 juillet 2004 et les travaux se terminèrent le 31 décembre.
Pour la Coupe du monde de football de 2006, la finale s'est tenue dans ce stade, marquée par le coup de boule de Zinédine Zidane sur Marco Materazzi mais surtout la victoire finale de l'Italie. De nouveaux travaux de rénovation ont doté l'enceinte de toits sur l'ensemble des tribunes. Il peut accueillir 74 475 spectateurs assis.

### Utilisation actuelle
Outre les Jeux olympiques et les Coupes du monde de football, ce stade est utilisé par le club de football du Hertha Berlin, reçoit des compétitions d'athlétisme (Golden League, par exemple) et accueille chaque année depuis 1985 la finale de la Coupe d'Allemagne de football. Les championnats du monde d'athlétisme s'y sont tenus en août 2009.

### Projet de rénovation
Le stade est menacé par le départ du club résident, l'Hertha Berlin, en 2025. Ce dernier n'arrive pas à remplir le stade et souhaite construire sa propre enceinte, plus intimiste, de 55 000 places, à côté de l'Olympiastadion, qui pourrait servir pour de grandes affiches.
Un projet de rénovation est voulu par la mairie de Berlin, qui a envisagé de reconvertir le stade pour en faire une utilisation exclusive au football, la piste d'athlétisme serait définitivement retirée, ce qui suscite différentes polémiques,,. Finalement, il fut décidé de conserver la piste, mais cela pousse encore plus le Hertha Berlin à construire son propre stade.

## Événements

### Sportifs
- ISTAF Berlin (Challenge mondial IAAF)
- Départ et arrivée du BIG 25 Berlin
- Finale du Championnat d'Allemagne de football (de 1937 à 1944)
- Finale de la Coupe d'Allemagne de football (DFB-Pokal), 1936, 1938 à 1942 et depuis 1985
- Jeux olympiques d'été de 1936
- Coupe du monde de football de 1974
- Coupe du monde de football de 2006
- Championnats du monde d'athlétisme 2009, 15 au 23 août 2009
- Coupe du monde de football féminin 2011
- Finale de la Ligue des Champions, juin 2015
- Championnats d'Europe d'athlétisme 2018
- Championnat d'Europe de football 2024

### Concerts et culture
- Concert de Michael Jackson (HIStory World Tour), 1er août 1997, 77 000 spectateurs
- En 1998, le groupe berlinois Rammstein a fait une série de photos pour la promotion du DVD Live aus Berlin.
- Le 16 décembre 2005, le groupe Rammstein organise une soirée de remise de récompense en leur honneur pour l'obtention d'un disque de platine pour leurs albums : Reise, Reise et Rosenrot.
- Concert de Madonna (Sticky and Sweet Tour), 28 août 2008
- Concert de Depeche Mode (Tour of the Universe), 10 juin 2009
- Concert de U2 (U2 360° Tour), 18 juillet 2009
- Concert d'AC/DC, 22 juin 2010
- Concerts de Rammstein lors de tournées européennes (Europe Stadium Tour) : 22 juin 2019, 4 juin 2022, 5 juin 2022, 15 juillet 2023, 16 juillet 2023 et 18 juillet 2023
- Concerts de Coldplay (Music of the Spheres World Tour), 10, 12 et 13 juillet 2022
- Concert de P!nk, (Summer Carnival), 28 juin 2023

### Coupe du monde de football 1974
Le stade olympique de Berlin a accueilli des rencontres de la Coupe du monde 1974.
| Date         | Heure (HNEC) | Équipe 1             | Score | Équipe 2           | Tour               | Spectateurs |
| ------------ | ------------ | -------------------- | ----- | ------------------ | ------------------ | ----------- |
| 14 juin 1974 | 16 h         | Allemagne de l'Ouest | 1 - 0 | Chili              | 1er tour, Groupe I | 83 168      |
| 18 juin 1974 | 19 h 30      | Chili                | 1 - 1 | Allemagne de l'Est | 1er tour, Groupe I | 20 000      |
| 22 juin 1974 | 16 h         | Australie            | 0 - 0 | Chili              | 1er tour, Groupe I | 14 681      |

### Coupe du monde de football 2006
Le stade olympique de Berlin a accueilli des rencontres de la Coupe du monde 2006.
| Date           | Heure (HNEC) | Équipe 1  | Score             | Équipe 2  | Tour            | Spectateurs |
| -------------- | ------------ | --------- | ----------------- | --------- | --------------- | ----------- |
| 13 juin 2006   | 21 h         | Brésil    | 1 – 0             | Croatie   | Groupe F        | 72 000      |
| 15 juin 2006   | 21 h         | Suède     | 1 – 0             | Paraguay  | Groupe B        | 72 000      |
| 20 juin 2006   | 16 h         | Allemagne | 3 – 0             | Équateur  | Groupe A        | 72 000      |
| 23 juin 2006   | 16 h         | Ukraine   | 1 – 0             | Tunisie   | Groupe H        | 72 000      |
| 30 juin 2006   | 17 h         | Allemagne | 1 – 1 (4 – 2 tab) | Argentine | Quart de finale | 72 000      |
| 9 juillet 2006 | 20 h         | Italie    | 1 – 1 (5 – 3 tab) | France    | Finale          | 72 000      |

### Championnat d'Europe de football 2024
Le stade olympique de Berlin accueille des rencontres de l'Euro 2024.
| Date            | Heure (HNEC) | Équipe 1 | Score | Équipe 2   | Tour               | Spectateurs |
| --------------- | ------------ | -------- | ----- | ---------- | ------------------ | ----------- |
| 15 juin 2024    | 18 h         | Espagne  | 3 - 0 | Croatie    | Groupe B           | 68 844      |
| 21 juin 2024    | 18 h         | Pologne  | 1 - 3 | Autriche   | Groupe D           | 69 455      |
| 25 juin 2024    | 18 h         | Pays-Bas | 2 - 3 | Autriche   | Groupe D           | 68 363      |
| 29 juin 2024    | 18 h         | Suisse   | 2 - 0 | Italie     | Huitième de finale | 68 172      |
| 6 juillet 2024  | 21 h         | Pays-Bas | 2 - 1 | Turquie    | Quart de finale    | 70 091      |
| 14 juillet 2024 | 20.00        | Espagne  | 2 - 1 | Angleterre | Finale             | 65 600      |

## Accès
Ce site est accessible par :
- la station de métro Olympia-Stadion, desservie par la ligne
- la gare de Berlin Olympiastadion, desservie par la ligne

## Galerie

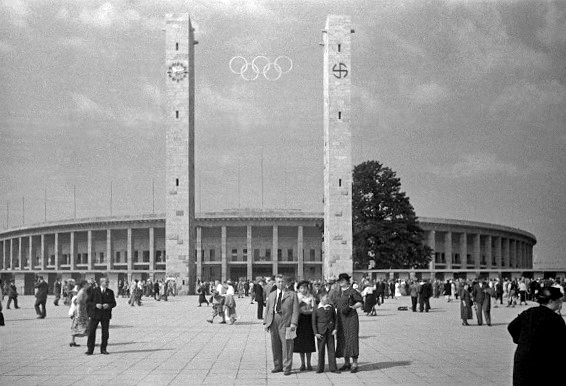
En 1936.
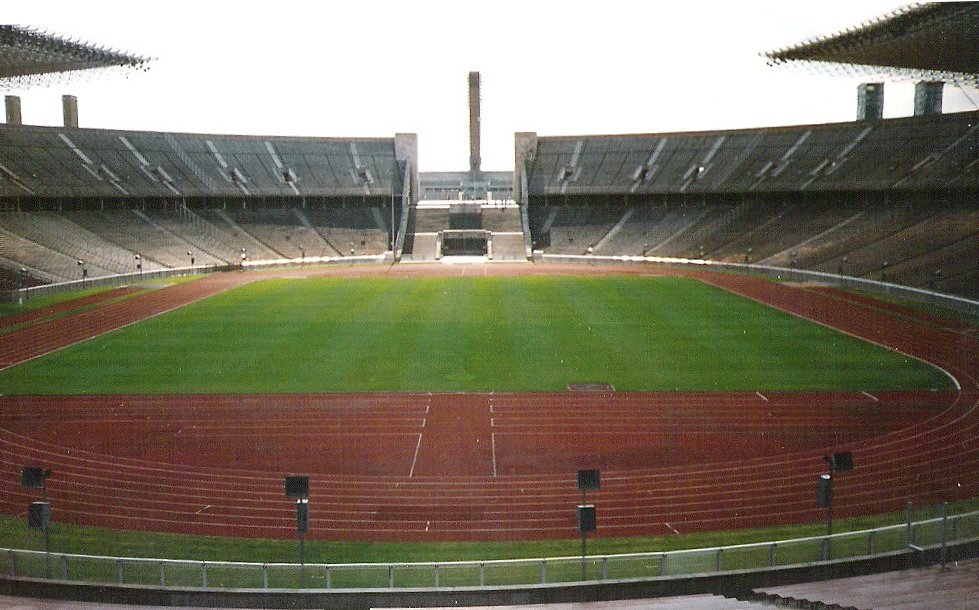
Avant la restauration.
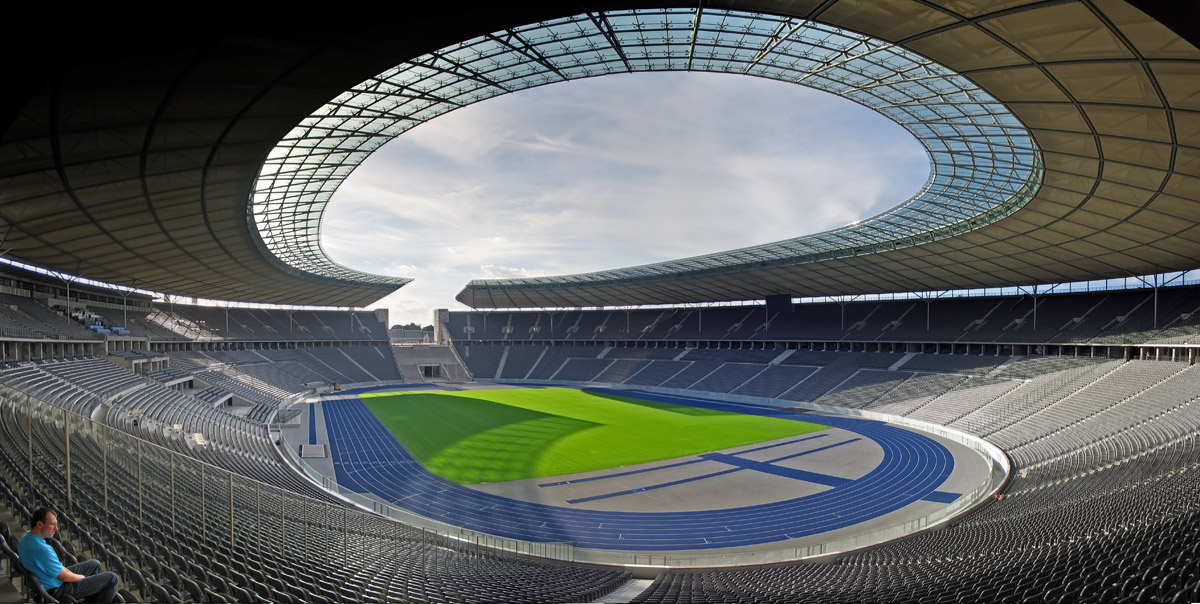
Après rénovation.
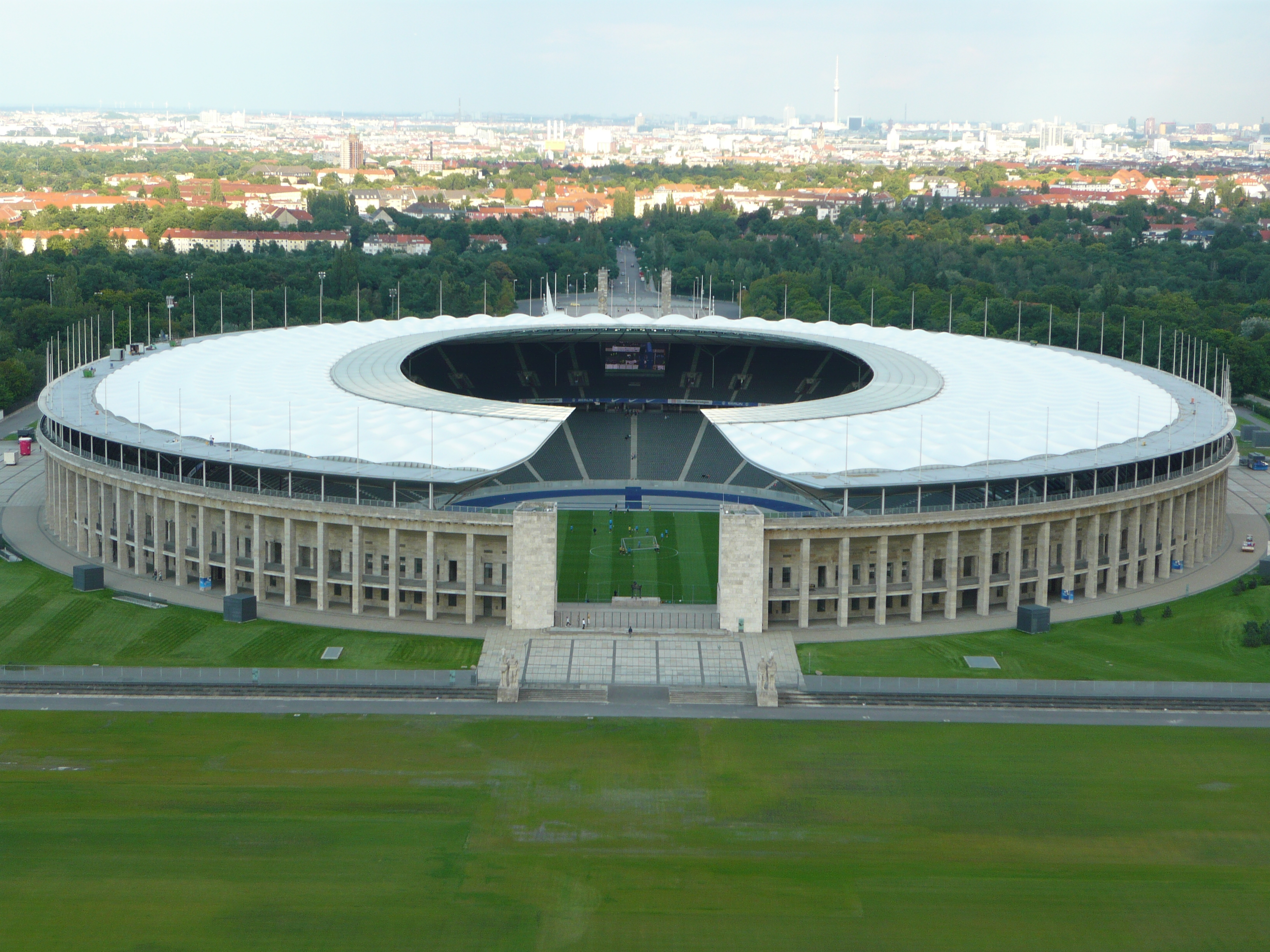
L'extérieur du stade vu du Glockenturm.

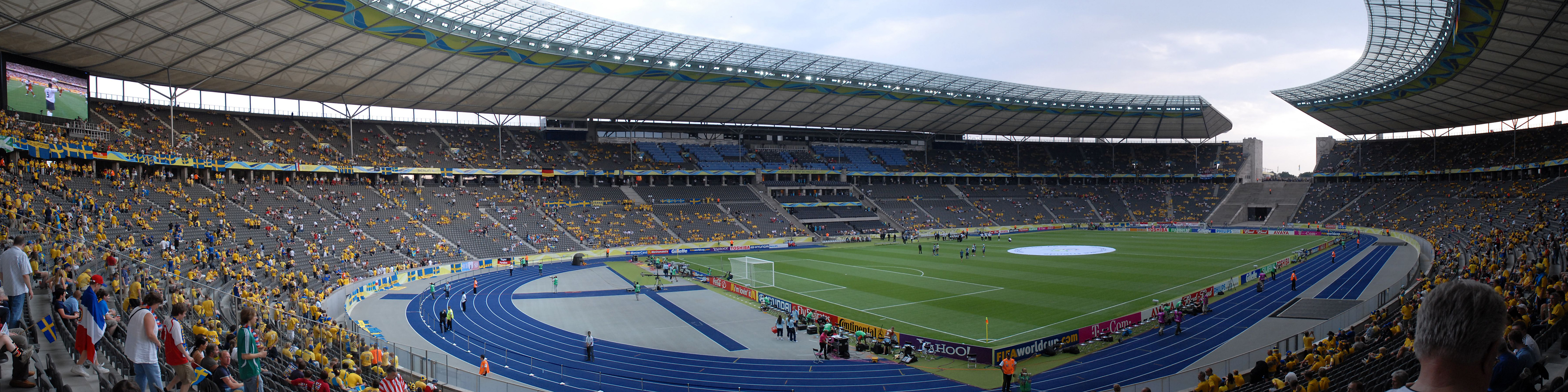
Le stade olympique de Berlin lors du match de football Suède-Paraguay en 2006.

## Annexe